# Peloropeodes decembris
Peloropeodes decembris är en tvåvingeart som beskrevs av Grichanov 2000. Peloropeodes decembris ingår i släktet Peloropeodes och familjen styltflugor.
Artens utbredningsområde är Madagaskar. Inga underarter finns listade i Catalogue of Life.